# 崔隐甫
崔隐甫（7世纪—739年），唐朝官员，出自清河崔氏，贝州武城县（今河北省清河县）人。
崔隐甫祖父太子洗马崔济，父亲太平令崔元彦。崔隐甫开始担任殿中侍御史，僧人惠範倚仗太平公主横行不法，被崔隐甫纠劾。得罪了太平公主，崔隐甫被贬邛州司马。崔隐甫开元初年担任洛阳令，开元九年（721年），由华州刺史转任太原尹，吏民刻石称颂。开元十二年（724年），入朝为河南尹。开元十四年（726年），崔隐甫取代程行谌为御史大夫，与御史中丞宇文融、李林甫弹劾中书令张说，张说于是罢相。唐玄宗后来认为他是朋党，将他免官，令他回家侍奉母亲。一年后，再任御史大夫。自贞观年间李乾祐为御史大夫，另置台狱，崔隐甫以为不便而去除。认真考核御史台所属御史，受命召朝集使考课，一日完成，被誉为称职。转任刑部尚书，母亲去世后，回家丁忧。开元二十一年（733年），起复为太原尹、河东采访处置使。再次担任刑部尚书，兼河南尹，封清河郡公。开元二十四年（736年），唐玄宗从洛阳还京，以崔隐甫为东都留守，他为政严肃，被官员百姓所叹服。不久去世。谥号忠。